# Никифорово (Пермский край)
Никифорово — деревня в Чусовском городском округе Пермского края России.

## География
Деревня находится в восточной части края, в таёжной зоне, на берегах реки Рассошки (бассейн Чусовой), на расстоянии приблизительно 34 километров (по прямой) к западу-юго-западу (WSW) от города Чусового, административного центра района. Абсолютная высота — 128 метров над уровнем моря.

## История
Известна с 1678 года как починок Красной. Происхождение топонима связано с именем одного из первопоселенцев Никишки (Никифора) Красных. В период коллективизации был создан колхоз «Уральская вышка». Позднее в деревне действовало несколько сельхозартелей: им. Калинина, «Заря», им. 22-го партсъезда и «Победа». На базе двух последних был образован совхоз «Никифоровский». В период с 1954 по 2006 годы Никифорово являлось центром Никифоровского сельсовета. 
С 2004 до 2019 года деревня являлась центром ныне упразднённого Никифоровского сельского поселения Чусовского муниципального района.

## Население
| 2010 | 2021 |
| ---- | ---- |
| 505  | ↗516 |

Половой состав
По данным Всероссийской переписи населения 2010 года в половой структуре населения мужчины составляли 46,9 %, женщины — соответственно 53,1 %.
Национальный состав
Согласно результатам переписи 2002 года, в национальной структуре населения русские составляли 95 % из 520 чел.

## Инфраструктура
Действуют основная общеобразовательная школа, детский сад, фельдшерско-акушерский пункт, дом культуры, библиотека, магазин и отделение связи.

## Климат
Климат характеризуется как умеренно континентальный. Средняя многолетняя температура самого холодного месяца (января) составляет −16°С, температура самого тёплого (июля) — 17°С. Среднегодовое количество осадков — 500−700 мм. Снежный покров держится в среднем 170 дней. Вегетационный период продолжается в течение 118 дней.